# Tiphaine Mauchant
Tiphaine Mauchant (* 5. April 2001 in Soissons) ist eine französische Leichtathletin, die sich auf den Weitsprung spezialisiert hat.

## Sportliche Laufbahn
Erste internationale Erfahrungen sammelte Tiphaine Mauchant im Jahr 2019, als sie bei den U20-Europameisterschaften in Borås mit einer Weite von 5,75 m in der Qualifikationsrunde ausschied. 2021 verpasste sie bei den U23-Europameisterschaften in Tallinn mit 6,00 m den Finaleinzug und im Jahr darauf belegte sie bei den Mittelmeerspielen in Oran mit 6,44 m den fünften Platz. Anschließend gewann sie bei den U23-Mittelmeer-Meisterschaften in Pescara mit 6,38 m die Silbermedaille hinter ihrer Landsfrau Maëlly Dalmat. 2023 schied sie bei den Halleneuropameisterschaften in Istanbul mit 6,43 m in der Qualifikationsrunde aus und im Juli belegte sie bei den U23-Europameisterschaften in Espoo mit 6,45 m den siebten Platz.
2023 wurde Mauchant französische Hallenmeisterin im Weitsprung.

## Persönliche Bestleistungen
- Weitsprung: 6,63 m (0,0 m/s), 24. Juli 2022 in Epinal
  - Weitsprung (Halle): 6,61 m, 4. Februar 2023 in Amiens